# Doug Bentley
Douglas Wagner Bentley, född 3 september 1916 i Delisle, Saskatchewan, död 24 november 1972 i Saskatoon, var en kanadensisk professionell ishockeyspelare. Bentley spelade för Chicago Black Hawks och New York Rangers i NHL åren 1939–1954.

## Karriär
Doug Bentley debuterade i NHL med Chicago Black Hawks säsongen 1939–40 och gjorde 19 poäng på 39 matcher. Det stora genombrottet skulle komma under hans fjärde säsong i ligan, 1942–43, då han gjorde 73 poäng på 50 matcher, en poäng mer än Boston Bruins Bill Cowley och tre fler än yngre brodern och kedjekamraten Max Bentley. Bentleys 33 mål var även det bäst i ligan. Säsongen 1943–44 gjorde Bentley återigen flest mål i NHL med 38 fullträffar och slutade tvåa i poängligan bakom Boston Bruins Herb Cain.
Doug Bentley spelade för Black Hawks fram till och med säsongen 1951–52, de tre sista säsongerna utan brodern Max vid sin sida då han försvunnit till Toronto Maple Leafs i en bytesaffär 1947. Han rundade av sin NHL-karriär med 20 matcher för New York Rangers säsongen 1953–54.
1964 valdes Bentley in i Hockey Hall of Fame.

## Statistik
ASHL = Alberta Senior Hockey League, PCHL = Pacific Coast Hockey League, CalHL = California Hockey League
| 1933–34    | Saskatoon Wesleys                | N-SSHL     | 4   | 3   | 3   | 6   | 0   | 9  | 3 | 1 | 4  | 8  |
| 1934–35    | Regina Victorias                 | S-SSHL     | 19  | 10  | 4   | 14  | 21  | 6  | 0 | 0 | 0  | 13 |
| 1935–36    | Moose Jaw Millers                | S-SSHL     | 20  | 3   | 3   | 6   | 30  | —  | — | — | —  | —  |
| 1936–37    | Moose Jaw Millers                | S-SSHL     | 24  | 18  | 19  | 37  | 49  | 3  | 3 | 0 | 3  | 4  |
| 1937–38    | Moose Jaw Millers                | S-SSHL     | 21  | 25  | 18  | 43  | 20  | 6  | 6 | 8 | 14 | 6  |
| 1938–39    | Drumheller Miners                | ASHL       | 32  | 24  | 29  | 53  | 31  | —  | — | — | —  | —  |
| 1939–40    | Chicago Black Hawks              | NHL        | 39  | 12  | 7   | 19  | 12  | 2  | 0 | 0 | 0  | 0  |
| 1940–41    | Chicago Black Hawks              | NHL        | 46  | 8   | 20  | 28  | 12  | 5  | 1 | 1 | 2  | 4  |
| 1941–42    | Chicago Black Hawks              | NHL        | 38  | 12  | 14  | 26  | 11  | 3  | 0 | 1 | 1  | 4  |
| 1942–43    | Chicago Black Hawks              | NHL        | 50  | 33  | 40  | 73  | 18  | —  | — | — | —  | —  |
| 1943–44    | Chicago Black Hawks              | NHL        | 50  | 38  | 39  | 77  | 22  | 9  | 8 | 4 | 12 | 4  |
| 1945–46    | Chicago Black Hawks              | NHL        | 36  | 19  | 21  | 40  | 16  | 4  | 0 | 2 | 2  | 0  |
| 1946–47    | Chicago Black Hawks              | NHL        | 52  | 21  | 34  | 55  | 18  | —  | — | — | —  | —  |
| 1947–48    | Chicago Black Hawks              | NHL        | 60  | 20  | 37  | 57  | 16  | —  | — | — | —  | —  |
| 1948–49    | Chicago Black Hawks              | NHL        | 58  | 23  | 43  | 66  | 38  | —  | — | — | —  | —  |
| 1949–50    | Chicago Black Hawks              | NHL        | 64  | 20  | 33  | 53  | 28  | —  | — | — | —  | —  |
| 1950–51    | Chicago Black Hawks              | NHL        | 44  | 9   | 23  | 32  | 20  | —  | — | — | —  | —  |
| 1951–52    | Chicago Black Hawks              | NHL        | 8   | 2   | 3   | 5   | 4   | —  | — | — | —  | —  |
| 1951–52    | Saskatoon Quakers                | PCHL       | 35  | 11  | 14  | 25  | 12  | —  | — | — | —  | —  |
| 1952–53    | Saskatoon Quakers                | WHL        | 70  | 22  | 23  | 45  | 37  | 13 | 6 | 3 | 9  | 14 |
| 1953–54    | Saskatoon Quakers                | WHL        | 42  | 8   | 13  | 21  | 18  | —  | — | — | —  | —  |
| 1953–54    | New York Rangers                 | NHL        | 20  | 2   | 10  | 12  | 2   | —  | — | — | —  | —  |
| 1954–55    | Saskatoon Quakers                | WHL        | 61  | 14  | 23  | 37  | 52  | —  | — | — | —  | —  |
| 1955–56    | Saskatoon Qaukers-Brandon Regals | WHL        | 60  | 7   | 26  | 33  | 21  | —  | — | — | —  | —  |
| 1957–58    | Saskatoon-St. Paul Regals        | WHL        | 19  | 11  | 16  | 27  | 0   | —  | — | — | —  | —  |
| 1961–62    | Los Angeles Blades               | WHL        | 8   | 0   | 2   | 2   | 2   | —  | — | — | —  | —  |
| 1962–63    | Long Beach Gulls                 | CalHL      | —   | —   | —   | —   | —   | —  | — | — | —  | —  |
| NHL totalt | NHL totalt                       | NHL totalt | 565 | 219 | 324 | 543 | 217 | 23 | 9 | 8 | 17 | 12 |

## Meriter
- Vinnare av NHL:s poängliga – 1942–43
- Vinnare av NHL:s målliga – 1942–43 och 1943–44
- NHL First All-Star Team – 1942–43, 1943–44 och 1946–47
- NHL Second All-Star Team – 1948–49